# Anvillea
Anvillea je rod glavočika raširen od Maroka kroz sjevernu Afriku do Arapskog poluotoka i Irana. Postoje dvije priznate vrste, od kojih je jedna marokanski endem.
A. garcinii subsp. radiata (sin. A. radiata), je biljka koja raste u sjevernoj Africi, a posebno u dvije zemlje Magreba, Alžiru i Maroku. Široko se koristi u tradicionalnoj medicini za liječenje dizenterije, želučano-crijevnih poremećaja (Bellakhdar, 1997.), akutnog bronhitisa (chest cold) i hipoglikemijskog djelovanja (Maizak et al., 1993.) i zabilježeno je da ima antitumorsko djelovanje (Abdel-Sattar et al. al., 1996.).

## Vrste
1. Anvillea garcinii (Burm.f.) DC.
2. Anvillea platycarpa (Maire) Anderb.; Maroko

## Sinonimi
- Anvilleina Maire
- Sycodium Pomel